# Marc Pircher

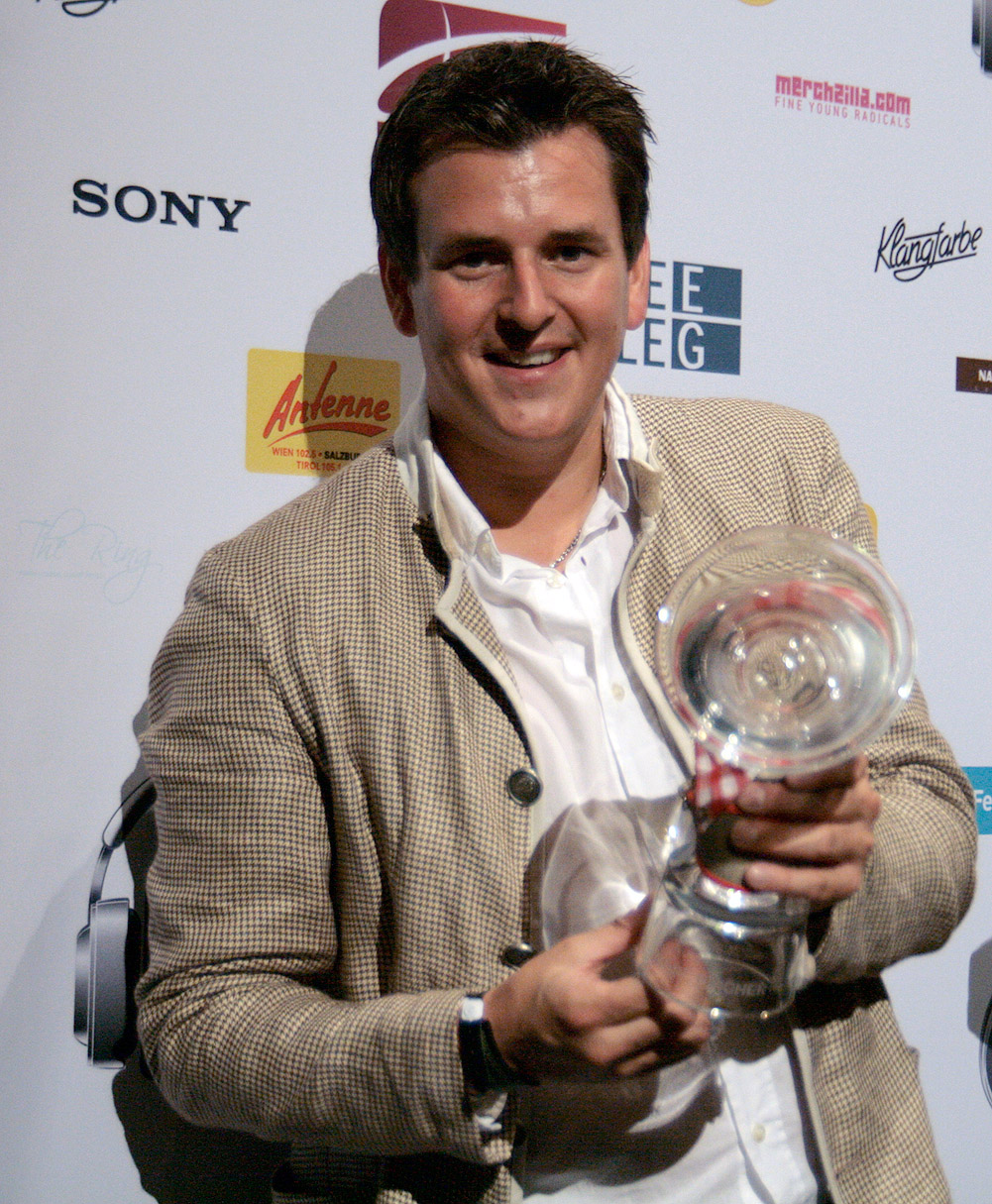
Marc Pircher (Amadeus Austrian Music Award 2009)

Marc Pircher (* 22. April 1978 in Salzburg) ist ein Musiker der volkstümlichen Szene aus dem österreichischen Ried im Zillertal. Pircher singt volkstümliche Lieder sowie Schlager und tritt als Akkordeonist auf.

## Laufbahn
Schon als Kind spielte er Handharmonika und besuchte eine Musikschule. Später absolvierte er die Handelsschule. 1995 begleitete er die Zellberg Buam in der Fernsehsendung Musikantenstadl mit Karl Moik. Inzwischen hatte er zahlreiche Auftritte im Fernsehen und nahm an mehreren Wettbewerben erfolgreich teil. Er zählte zum Kreis potenzieller Nachfolger Moiks für die Moderation des Musikantenstadl ab 2006. 
Im Jahr 2008 nahm Marc Pircher an der ORF-Tanzshow Dancing Stars teil. Mit seiner Partnerin Kelly Kainz schied er als fünftes von zehn Paaren aus.
2013 kam der Dokumentarfilm Schlagerstar von Gregor Stadlober und Marco Antoniazzi in die Kinos, für den sie Pircher über Monate bei seinen Konzerten, im Aufnahmestudio, bei Presseterminen und Fantreffen begleiteten.

## Privatleben
Er ist Vater von zwei Töchtern aus erster Ehe und lebt jetzt mit seiner zweiten Frau Martina in Risch im Kanton Zug. Das Paar hat einen gemeinsamen Sohn.

## Preise und Ehrungen
1999 nahm Marc Pircher an der österreichischen Vorentscheidung zum Grand Prix der Volksmusik teil und erreichte mit „Ich bin für dich da“ den 1. Platz. Nach einer weniger erfolgreichen Teilnahme beim Grand Prix der Volksmusik 2002 erreichte er schließlich beim Grand Prix der Volksmusik 2003 mit dem Lied „Hey Diandl spürst es so wie i“ wieder den 1. Platz. 2009 gewann er den Amadeus Austrian Music Award in der Kategorie für volkstümliche Musik.

## Diskografie

### Studioalben
| Jahr | Titel                                       | Höchstplatzierung, Gesamtwochen, AuszeichnungChartplatzierungen (Jahr, Titel, Platzierungen, Wochen, Auszeichnungen, Anmerkungen) | Höchstplatzierung, Gesamtwochen, AuszeichnungChartplatzierungen (Jahr, Titel, Platzierungen, Wochen, Auszeichnungen, Anmerkungen) | Anmerkungen                             |
| Jahr | Titel                                       | AT | CH | Anmerkungen                             |
| ---- | ------------------------------------------- | --- | --- | --------------------------------------- |
| 1997 | D’Hauptsach is von Herzen kommt’s           | — | — |                                         |
| 1998 | Von ganzem Herzen bin i a Musikant          | — | — |                                         |
| 1999 | Ich bin für dich da                         | — | — |                                         |
| 1999 | Ich schenk’ dir diese Melodie               | — | — |                                         |
| 2000 | Im Zillertal bin i gebor’n                  | — | — |                                         |
| 2001 | Feierabend in den Bergen                    | AT67 (1 Wo.)AT | — |                                         |
| 2001 | Weihnachten mit Marc Pircher                | — | — |                                         |
| 2002 | Ich bin so treu, wie meine Berge            | — | — | Erstveröffentlichung: 26. August 2002   |
| 2003 | Von Herzen für dich                         | AT— GoldAT | — | Erstveröffentlichung: 20. Mai 2003      |
| 2004 | Sieben Sünden                               | AT55 Gold · (9 Wo.)AT | — | Erstveröffentlichung: 29. März 2004     |
| 2005 | Zum Nordpol und zurück                      | AT29 Gold · (12 Wo.)AT | — | Erstveröffentlichung: 7. Februar 2005   |
| 2006 | Ich war nie ein Casanova                    | AT24 Gold · (10 Wo.)AT | — | Erstveröffentlichung: 13. Januar 2006   |
| 2007 | Du bist eine Sünde wert                     | AT10 Platin · (8 Wo.)AT | — | Erstveröffentlichung: 19. Januar 2007   |
| 2008 | Durch die Nacht – nur mit dir               | AT3 Platin · (9 Wo.)AT | CH54 (1 Wo.)CH | Erstveröffentlichung: 11. Januar 2008   |
| 2008 | Marc Pircher und seine steirische Harmonika | AT67 (1 Wo.)AT | — |                                         |
| 2008 | Sternenstaub                                | AT2 Platin · (7 Wo.)AT | — | Erstveröffentlichung: 17. Oktober 2008  |
| 2010 | Wer, wenn nicht du                          | AT1 Gold · (6 Wo.)AT | CH56 (3 Wo.)CH | Erstveröffentlichung: 22. Januar 2010   |
| 2011 | Lady Unbekannt                              | AT2 Platin · (9 Wo.)AT | CH45 (2 Wo.)CH | Erstveröffentlichung: 11. März 2011     |
| 2013 | Alles wird gut                              | AT9 Gold · (6 Wo.)AT | — | Erstveröffentlichung: 24. Mai 2013      |
| 2014 | Frauensache                                 | AT7 Gold · (4 Wo.)AT | — | Erstveröffentlichung: 16. Mai 2014      |
| 2014 | Zillertaler Weihnacht                       | AT22 (4 Wo.)AT | — | Erstveröffentlichung: 28. November 2014 |
| 2015 | Leider zu gefährlich …                      | AT1 Platin · (7 Wo.)AT | CH38 (3 Wo.)CH | Erstveröffentlichung: 24. Juli 2015     |
| 2017 | Warum gerade ich                            | AT3 Gold · (10 Wo.)AT | CH62 (1 Wo.)CH | Erstveröffentlichung: 13. Januar 2017   |
| 2018 | Laut und leise                              | AT1 Gold · (11 Wo.)AT | — | Erstveröffentlichung: 20. April 2018    |
| 2019 | Hörst du mein Herz?                         | AT6 Gold · (7 Wo.)AT | — | Erstveröffentlichung: 26. Juli 2019     |
| 2021 | Die Herzen zum Himmel                       | AT10 (3 Wo.)AT | CH3 (3 Wo.)CH | Erstveröffentlichung: 2. Juli 2021      |
| 2022 | 30 Jahre: Typisch Mark Pircher              | AT11 (2 Wo.)AT | CH1 (2 Wo.)CH | Erstveröffentlichung: 22. April 2022    |
| 2023 | Lieder für’s Herz                           | AT3 (2 Wo.)AT | CH2 (1 Wo.)CH | Erstveröffentlichung: 5. Mai 2023       |

### Livealben
| Jahr | Titel             | Höchstplatzierung, Gesamtwochen, AuszeichnungChartsChartplatzierungen (Jahr, Titel, Platzierungen, Wochen, Auszeichnungen, Anmerkungen) | Anmerkungen                                  |
| Jahr | Titel             | AT | Anmerkungen                                  |
| ---- | ----------------- | --- | -------------------------------------------- |
| 2010 | Mehr als 7 Sünden | AT12 Gold · (5 Wo.)AT | Erstveröffentlichung: 27. August 2010        |
| 2016 | Live in Wien      | AT26 (3 Wo.)AT | Erstveröffentlichung: 10. Juni 2010 mit Band |

### Kompilationen
| Jahr | Titel                                | Höchstplatzierung, Gesamtwochen, AuszeichnungChartplatzierungen (Jahr, Titel, Platzierungen, Wochen, Auszeichnungen, Anmerkungen) | Höchstplatzierung, Gesamtwochen, AuszeichnungChartplatzierungen (Jahr, Titel, Platzierungen, Wochen, Auszeichnungen, Anmerkungen) | Anmerkungen                           |
| Jahr | Titel                                | AT | CH | Anmerkungen                           |
| ---- | ------------------------------------ | --- | --- | ------------------------------------- |
| 2012 | 20 Jahre – Das Beste und noch mehr … | AT2 Platin · (7 Wo.)AT | CH79 (3 Wo.)CH | Erstveröffentlichung: 13. Januar 2012 |
| 2012 | 20 Jahre Vollgas                     | AT21 (4 Wo.)AT | — |                                       |

Weitere Kompilationen
- 2000 – Harmonika-Hits
- 2003 – Das Beste
- 2006 – A bärige Musi aus dem Zillertal (Marc Pircher & Zellberg Buam)
- 2007 – Sieben Sünden 3CD
- 2009 – Da drob’n in die Berg is der Herrgott dahoam
- 2017 – Die ersten großen Erfolge

### Präsentserien
- 2003 – Meine ersten Erfolge
- 2004 – Stars der Volksmusik präsentiert von Arnulf Prasch
- 2007 – Star Edition

### Singles
| Jahr | Titel Album           | Höchstplatzierung, Gesamtwochen, AuszeichnungChartplatzierungen (Jahr, Titel, Album, Platzierungen, Wochen, Auszeichnungen, Anmerkungen) | Höchstplatzierung, Gesamtwochen, AuszeichnungChartplatzierungen (Jahr, Titel, Album, Platzierungen, Wochen, Auszeichnungen, Anmerkungen) | Höchstplatzierung, Gesamtwochen, AuszeichnungChartplatzierungen (Jahr, Titel, Album, Platzierungen, Wochen, Auszeichnungen, Anmerkungen) | Anmerkungen                                        |
| Jahr | Titel Album           | AT | DE | CH | Anmerkungen                                        |
| ---- | --------------------- | --- | --- | --- | -------------------------------------------------- |
| 2006 | 7 Sünden Sternstunden | AT2 (27 Wo.)AT | DE30 Gold · (10 Wo.)DE | CH79 (1 Wo.)CH | Erstveröffentlichung: 24. Februar 2006 mit DJ Ötzi |
| 2011 | Lady Unbekannt        | AT50 (3 Wo.)AT | — | — |                                                    |

Weitere Singles
- 2011 – Schatzi, schenk mir ein Foto